# Скорость (ПГРК)
«Скорость» (индекс комплекса/ракеты — 15П666/15Ж66) — подвижный грунтовый ракетный комплекс передового базирования с твердотопливной баллистической ракетой средней дальности 15Ж66, разрабатывавшийся в СССР в 1980-х годах, но не принятый на вооружение в связи с подписанием Договора РСМД.
Разработка комплекса началась в 1982 году в Московском институте теплотехники под руководством Александра Надирадзе. Работа велась на основе второй и третьей ступеней ракеты 15Ж58 с использованием наработок и узлов ПГРК средней дальности РСД-10 «Пионер»/«Пионер-3». Постановление Совета Министров СССР о создании комплекса принято 9 января 1984 года, в апреле военно-промышленная комиссия Министерства обороны СССР утвердила план-график разработки комплекса.
По некоторым данным, с размещением ПГРК «Скорость» в ГДР и Чехословакии планировалось освободить часть ракет РСД-10 с их передислокацией на Чукотку. В 1984 году на Чукотку была передислоцирована 99-я мотострелковая дивизия в район специального сооружения «Портал» — к месту будущей дислокации ПГРК «Пионер».

Шасси для ПГРК разработал Минский автозавод: МАЗ-7908 (колёсная формула — 8 × 8) с двигателем В-58-7 мощностью 710 л. с., грузоподъемностью 36 000 кг (собственная снаряженная масса 24 000 кг).
Разработка ракеты была завершена в 1986 году. Лётно-конструкторские испытания начались в марте 1987 года. 1 марта на полигоне Капустин Яр был выполнен первый и единственный пуск, завершившийся неудачей: из-за прогара сопла на двигателе первой ступени ракета самоликвидировалась. Меньше чем через неделю, 7 марта 1987 года указом Горбачёва дальнейшая разработка ракеты была прекращена. К этому времени на ВМЗ успели собрать 10 ракет.